# Benelux
El Benelux es un acuerdo de cooperación intergubernamental entre Bélgica, los Países Bajos y Luxemburgo.

## Etimología
Benelux es un acrónimo formado a partir de las primeras letras de los nombres de los tres países que lo conforman: Bélgica (België en neerlandés o Belgique en francés), Países Bajos (Nederland en neerlandés) y Luxemburgo (Luxembourg en francés). El término se utiliza principalmente para referirse a la Unión del Benelux (en neerlandés, Benelux Unie; en francés, Union Benelux), dentro del marco de la Unión Europea.

## Antecedentes de la Unión
Los tres países que constituyen el Benelux han tenido siempre una relación muy estrecha durante el curso de la historia. Los antiguos Países Bajos españoles, que después pasaron a manos de los austriacos, agrupaban la mayoría de los países concernientes. A estos fuertes lazos históricos le corresponden también unos fuertes lazos económicos: las diferentes zonas del Benelux han tenido siempre una estrecha interdependencia económica. Históricamente existe el referente del Reino Unido de los Países Bajos (1815-1839), del cual Bélgica (1830) y Luxemburgo (1890) se segregan, accediendo a la independencia, con lo que rápidamente aparece la necesidad de una unión económica entre los nuevos pequeños Estados.

## Historia y construcción
El 25 de julio de 1921 fue firmado el tratado que creaba la Unión económica Belga-luxemburguesa, mediante la cual se quitaba toda barrera económica, y las monedas de los dos países quedaban con una tasa de cambio fija. Este hecho es considerado por muchos como el antecedente del futuro tratado del Benelux.
No es hasta 1944, en plena Segunda Guerra Mundial, cuando los Países Bajos, Bélgica y Luxemburgo pactan la supresión de los derechos de aduana en sus fronteras comunes, además de fijar tasas comunes para las mercancías provenientes del exterior de la unión.
El 5 de septiembre de 1944, se firma el tratado en Londres, lugar donde los tres gobiernos se encontraban exiliados. La entrada en vigor del tratado fue prevista para el 1 de enero de 1948, con el ánimo de poder tener un tiempo (tres años) para la reconstrucción de cada uno de los países.
El tratado de la Unión Aduanera del Benelux, tenía además como vocación la libre circulación de personas, de bienes y de servicios.
La formación final del Benelux resulta de los estrechos lazos que unieron a Bélgica, los Países Bajos y Luxemburgo después de la Segunda Guerra Mundial y los condujeron a decantarse por las mismas opciones, que fueron más allá de la cooperación económica. Es así como el 17 de marzo de 1948, los tres estados del Benelux se adhieren a la Unión Europea Occidental (junto con Francia y el Reino Unido) con el fin de protegerse de la amenaza soviética. Ese mismo año los Estados miembros del Benelux entran a formar parte de la OTAN.
Rápidamente, el Benelux se fue agregando a las zonas de integración económicas que iban apareciendo, las cuales eran más amplias que el Benelux y a veces tenían más ambiciones que él mismo. Es así como en 1948 entra a formar parte de la Organización Europea de Cooperación Económica (OECE), de la CECA en 1951 y de la CEE en 1957.
La entrada en vigor en 1960 del Tratado por el que se establece la Unión Económica del Benelux de 1958, hace que la Unión Aduanera sea reemplazada por la Unión Económica del Benelux, con la que se le da un nuevo empuje a la Unión y se da un paso y un ejemplo para la formación de lo que será la Unión Europea. Se dice que el Benelux es el primer gran tratado económico en Europa y por lo tanto es uno de los ancestros de los tratados modernos, en los cuales está incluida la UE.
El 17 de junio de 2008, los primeros ministros, los ministros de Asuntos Exteriores de Bélgica, los Países Bajos y Luxemburgo y los ministros presidentes de Flandes, del Gobierno Valón, de la Comunidad francesa, de la Comunidad de habla alemana de Bélgica y el ministro Presidente de la Región de Bruselas-Capital, firmaron un nuevo tratado del Benelux en La Haya con el fin de dar un nuevo impulso dinámico a la cooperación del Benelux.
La nueva cooperación Benelux se centra en tres temas principales:
1. El mercado interior y la unión económica.
2. Durabilidad.
3. Justicia e interior.

Estos tres temas se han traducido en un programa de trabajo común de cuatro años que la Secretaría General del Benelux en Bruselas detallará con más detalle en los planes de trabajo anuales. Además, este programa de trabajo conjunto, aprobado por el Comité de Ministros del Benelux, garantizará un mayor apoyo político de los tres países.
Otra de las novedades del Tratado de 2008 es que el número de instituciones existentes se redujo y simplificó, de tal manera que quedan cinco instituciones del Benelux:
1. El Comité de Ministros del Benelux.
2. El Consejo de Benelux.
3. El Parlamento del Benelux.
4. El Tribunal de Justicia del Benelux.
5. La Secretaría General del Benelux.

Además de estas cinco instituciones, la Oficina de Propiedad Intelectual del Benelux también está incluida en el Tratado.
El Tratado también prevé explícitamente la posibilidad de que los países del Benelux cooperen con otros Estados miembros de la Unión Europea o con sus estructuras de cooperación regional.
La ampliación de la cooperación más allá de las áreas de cooperación puramente económica significa que el nombre oficial de Benelux cambia de Unión Económica del Benelux a Unión del Benelux.
El nuevo Tratado del Benelux entró en vigor el 1 de enero de 2012. El acuerdo del 17 de junio de 2008 entre los ministros y primeros ministros responsables, dio un nuevo impulso decisivo a la cooperación del Benelux. Esta cooperación se ha actualizado y será una cooperación activa, flexible y dinámica que sin duda tendrá un valor añadido significativo en el contexto europeo más amplio.

## Instituciones

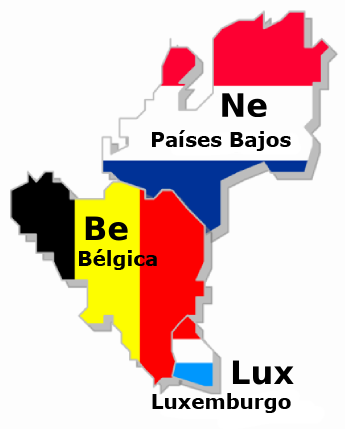
Mapa del Benelux

La Unión del Benelux comprende institucionalmente:
- El Comité de Ministros. Es el órgano decisorio supremo del Benelux. El Comité de Ministros tiene al menos un representante a nivel ministerial de los tres países. La composición del Comité de Ministros puede variar según la agenda. Los ministros determinan las orientaciones y las prioridades de la colaboración Benelux. El Comité está presidido a su vez por Luxemburgo, los Países Bajos y Bélgica por un período de 1 año. Los Países Bajos presiden el Comité de Ministros del Benelux hasta finales de 2020.
- El Consejo del Benelux. Está formado por altos funcionarios de los ministerios pertinentes y su composición puede variar según el orden del día. La principal competencia del Consejo es preparar expedientes para los ministros. Un consejo parlamentario consultante, llamado Parlamento del Benelux, reúne a parlamentarios de los tres países, tiene un papel de deliberación y de recomendación, aunque no tiene poder legislativo. Este órgano está constituido por veintiún miembros del parlamento neerlandés, veintiún miembros del parlamento nacional y regional belga y siete miembros del parlamento luxemburgués.
- El Parlamento del Benelux. El Consejo Consultivo Interparlamentario del Benelux tiene 49 miembros de los parlamentos de Bélgica, los Países Bajos y Luxemburgo. Los miembros del Consejo Consultivo Interparlamentario del Benelux informan y asesoran a sus respectivos gobiernos sobre los asuntos del Benelux. Los tres países firmaron un acuerdo en 2015 para modernizar el Parlamento del Benelux, que en adelante llevará el nombre oficial de Asamblea Interparlamentaria del Benelux tan pronto como entre en vigor.
- La Corte de Justicia. El Tribunal de Justicia del Benelux es un tribunal internacional. Su misión es promover la uniformidad en la aplicación de la legislación del Benelux, como la relativa a la propiedad intelectual (marcas de productos y servicios, diseños o modelos), multas, recuperación de deudas fiscales, protección. aves e igualdad de trato fiscal. En caso de dificultad para interpretar una norma jurídica común del Benelux, los jueces nacionales deben presentar una solicitud de interpretación al Tribunal del Benelux, que luego emite una decisión vinculante. Los miembros del Tribunal del Benelux son nombrados entre los magistrados de la Cour de Cassation de Bélgica, el Hoge Raad der Nederlanden y el Tribunal Superior de Justicia de Luxemburgo. Su nombramiento para el Tribunal del Benelux no excluye el ejercicio de su función nacional.
- La Secretaría General. La Secretaría General del Benelux inicia, apoya y asegura la colaboración en materia de economía, sostenibilidad y seguridad. La Secretaría General, ubicada en Bruselas, constituye el centro administrativo de la Unión del Benelux. Proporciona la secretaría del Comité de Ministros, el Consejo de la Unión y diversas comisiones y grupos de trabajo. Dado que la Secretaría General opera en estricta neutralidad, está perfectamente capacitada para tender puentes entre diferentes socios de consulta. Además del apoyo logístico, la Secretaría General proporciona el conocimiento y la experiencia necesarios, aunque solo sea para integrar las culturas políticas e institucionales a menudo muy diferentes en ambos lados de la frontera. Este apoyo permanente tiene la ventaja de aprovechar la experiencia adquirida y establecer vínculos entre diferentes iniciativas. La Secretaría General tiene con muchas autoridades e instituciones una extensa red de puntos de contacto al servicio de los socios de cooperación. En la práctica, el desconocimiento de las culturas políticas y administrativas del otro lado de la frontera es de hecho el principal obstáculo para la cooperación. Al utilizar los servicios de la Secretaría General del Benelux, uno encuentra su camino a través de la frontera de manera rápida y eficiente.[7]

## Organización de la Propiedad Intelectual del Benelux
La Organización de Propiedad Intelectual del Benelux se rige por el Convenio del Benelux sobre Propiedad Intelectual (Marcas Registradas y Diseños), firmado en La Haya el 25 de febrero de 2005.
Los órganos de la Organización son:
1. El Comité de Ministros.
2. El Consejo de Administración de la Oficina de Propiedad Intelectual del Benelux.
3. La Oficina de Propiedad Intelectual del Benelux (BOIP).

La Oficina de Propiedad Intelectual del Benelux (BOIP) es el organismo oficial para el registro de marcas y modelos en el Benelux. El BOIP también ofrece la posibilidad de establecer la existencia de ideas, conceptos, creaciones, prototipos y otros.
Esta organización internacional independiente tiene su sede en La Haya.

## Instrumentos jurídicos
El artículo 6. 2 del Tratado que revisa el Tratado constitutivo de la Unión Económica del Benelux firmado el 3 de febrero de 1958, ofrece al Benelux cuatro instrumentos que pueden utilizarse para establecer su política:
1. El Comité de Ministros puede tomar decisiones de aplicación de las disposiciones del Tratado del Benelux respetando las condiciones del Tratado. Estas decisiones son vinculantes para los Estados miembros. Para ser igualmente vinculantes para los ciudadanos de los tres países del Benelux, las decisiones deben transponerse a los reglamentos nacionales.
2. El Comité de Ministros puede establecer convenios, que luego serán presentados a los tres Estados miembros. Los convenios son compromisos jurídicamente vinculantes entre los tres Estados miembros del Benelux. Estos convenios se ponen en vigor de acuerdo con las disposiciones constitucionales de cada uno de los Estados miembros.
3. El Comité de Ministros puede hacer recomendaciones para las necesidades del funcionamiento del Benelux. Estas recomendaciones no tienen fuerza legalmente vinculante, pero imponen una cierta obligación moral a los Estados miembros de ajustar su legislación a la recomendación.
4. El Comité de Ministros puede dar directrices al Consejo del Benelux ya la Secretaría General. Estas directivas son vinculantes para los organismos a los que se dirigen.

## Geografía
La región tiene una extensión aproximada de 75.300 km², limitando al norte con Alemania y el mar del Norte y al sur con Francia. La región se encuentra bañada por uno de los ríos más importantes de Europa, el Rin, en cuya desembocadura se encuentra el puerto de Róterdam, el más importante de Europa, y el segundo del mundo.
Además del territorio que la Unión del Benelux tiene en el continente europeo, hay que tener en cuenta que los Países Bajos cuentan con unos 500 km² de territorio en el Caribe, repartidos entre las islas de Bonaire, Saba y San Eustaquio.

## Población
La región del Benelux concentra una población de unos 29.519.521 habitantes (en 2018), para una densidad de más de 392 habitantes por kilómetro cuadrado, una de las más altas del mundo.
Según datos de la Unión del Benelux, la región es una de las más prósperas de Europa al generar el 7,9% del PIB europeo, a pesar de representar tan sólo al 1,7% del territorio de Europa y al 5,6% de su población.
Dentro de la Unión se hablan cinco lenguas diferentes: el neerlandés (oficial en los Países Bajos y Bélgica), el francés (oficial en Bélgica y Luxemburgo), el alemán (oficial en Luxemburgo y Bélgica, con unos 112.843 hablantes), el luxemburgués (250.000 hablantes) y el frisón, hablado por aproximadamente 440.000 personas en los Países Bajos.
La ciudad más poblada es Bruselas, seguida de Ámsterdam. Otras ciudades importantes dentro de Benelux son: Luxemburgo, Róterdam, Amberes, La Haya, Brujas, Lieja, Charleroi, Maastricht, Utrecht, Arnhem, Groninga y Eindhoven.

## Cuadro estadístico
| País            | Capital    | Población (2018) | Densidad (hab/km²) | Área (km²) | Renta per cápita (US$) | Moneda | Monarca             |
| --------------- | ---------- | ---------------- | ------------------ | ---------- | ---------------------- | ------ | ------------------- |
| Bélgica         | Bruselas   | 11.529.000       | 375,78             | 30.688     | 41.200                 | Euro¹  | Felipe              |
| Luxemburgo      | Luxemburgo | 590.700          | 228                | 2.586      | 70.890                 | Euro³  | Enrique             |
| Países Bajos    | Ámsterdam  | 17.399.821       | 513                | 42.026     | 46.710                 | Euro²  | Guillermo Alejandro |
| Benelux (total) | Bruselas   | 29.519.521       | 392                | 75.300     |                        | Euro   |                     |

* Los datos de esta tabla han sido actualizados de acuerdo con las Fichas de País de Bélgica, Luxemburgo y Países Bajos que ofrece el Ministerio de Asuntos Exteriores a fecha de 2020.